# Комарово (Московская область)
Комарово — деревня в Волоколамском районе Московской области России. Входит в состав сельского поселения Осташёвское. Население — 0 чел. (2010).

## География
Деревня Комарово расположена на западе Московской области, в южной части Волоколамского района, около автодороги Р108 Суворово — Руза, примерно в 17 км к югу от города Волоколамска. Деревня окружена лесами. Построено 13 домов. Ближайшие населённые пункты — деревни Шульгино и Новокурово.

## Население
| 1859 | 1926 | 2002 | 2006 | 2010 |
| ---- | ---- | ---- | ---- | ---- |
| 34   | ↗45  | ↘0   | →0   | →0   |

## История
В «Списке населённых мест» 1862 года Комарово — владельческая деревня 1-го стана Рузского уезда Московской губернии по правую сторону дороги из Рузы в Волоколамск, в 24 верстах от уездного города, при пруде, с 7 дворами и 34 жителями (15 мужчин, 19 женщин).
По данным 1890 года входила в состав Ащеринской волости Рузского уезда, число душ составляло 31 человек.
В 1913 году — 12 дворов.
1922—1929 гг. — деревня Ащеринской волости Можайского уезда.
По материалам Всесоюзной переписи 1926 года — деревня Токарёвского сельсовета Ащеринской волости Можайского уезда, проживало 45 жителей (15 мужчин, 30 женщин), насчитывалось 12 хозяйств, среди которых 11 крестьянских.
С 1929 года — населённый пункт в составе Рузского района Московского округа Московской области. Постановлением ЦИК и СНК от 23 июля 1930 года округа как административно-территориальные единицы были ликвидированы. В 1930 году деревня вошла в состав Волоколамского района.
1939—1957 гг. — деревня Осташёвского района Московской области.
В 1999 году восстановлена на территории Осташёвского сельского округа Волоколамского района. Постановлением Правительства Российской Федерации от 25 января 1999 года вновь образованной деревне присвоено наименование Комарово.
С 2006 года — деревня сельского поселения Осташёвское Волоколамского муниципального района Московской области.